# Lourenço de Huesca
São Lourenço (em espanhol: San Lorenzo; em latim: Sanctus Laurentius; Huesca ou Valência, Hispânia, 225? – Roma, 10 de agosto de 258) foi um mártir cristão.
O cargo de diácono era de grande responsabilidade, pois consistia no cuidado dos bens da Igreja e a distribuição de esmolas aos pobres. No ano 257, o imperador romano Valeriano decretou a perseguição aos cristãos e, ao ano seguinte, foi detido e decapitado o Papa Sisto II.
Segundo as tradições, quando o Papa São Sisto se dirigia ao local da execução, São Lourenço ia junto a ele e chorava. "aonde vai sem seu diácono, meu pai?", perguntava-lhe. O Pontífice respondeu: "Não pense que te abandono, meu filho, pois dentro de três dias me seguirá".
Após a execução do Papa, o imperador ameaçou a Igreja para entregar as suas riquezas no prazo de 3 dias. Passados três dias, São Lourenço levou as pessoas que foram auxiliadas pela Igreja e os fiéis cristãos diante do imperador. Depois, exclamou a seguinte frase que lhe valeu a morte: "Estes são o património (riquezas) da Igreja". O imperador, furioso e indignado, mandou prendê-lo, e ser queimado vivo sobre um braseiro ardente, por cima de uma grelha. A tradição católica diz que o santo conservou seu bom humor mesmo enquanto era executado, dizendo aos que o queimavam: "podem me virar agora, pois este lado já está bem assado".
Tornou-se um mártir cristão e é considerado um servo fiel da Igreja.
Santo Agostinho diz que o grande desejo que tinha São Lourenço de unir-se a Cristo fez com que esquecesse as exigências da tortura. Também afirma que Deus obrou muitos milagres em Roma por intercessão de São Lourenço. Este santo foi, desde o século IV, um dos mártires mais venerados e seu nome aparece no cânone da missa. Foi sepultado no cemitério de Ciriaca, em Agro Verão, sobre a Via Tiburtina. Constantino ergueu a primeira capela no local que ocupa atualmente a Basílica de São Lourenço Extramuros, a qual é a quinta basílica patriarcal de Roma.
Em todo o mundo cristão, existem muitas igrejas dedicadas a este santo. Geralmente, as estátuas dele apresentam uma grelha (o instrumento que lhe causou a morte) e uma Bíblia nas suas mãos.
É comemorado no dia 10 de Agosto.